# Peter Corris
Peter Robert Corris, né le 8 mai 1942 à Stawell (Victoria), et mort le 30 août 2018 à Sydney (Nouvelle-Galles du Sud), est un universitaire, historien, journaliste et romancier australien.
Comme écrivain de fiction, il a été décrit comme « le parrain de l’écriture de la criminalité contemporaine australienne ».

## Biographie
Peter Corris commence son éducation à l’école secondaire de Melbourne,.
Il obtient son baccalauréat à l'université de Melbourne, avant d'acquérir une maîtrise des arts en histoire de l'université Monash. Corris étudie ensuite à l'université nationale australienne où il décroche un doctorat en histoire. Il est marié à l'écrivain australien Jean Bedford.
En 1980, il publie Des morts dans l'âme (The Dying Trade), la première enquête de Cliff Hardy, son détective privé le plus connu, présent dans une trentaine de romans et près de dix recueils de nouvelles.

## Œuvre

### Romans

#### SérieCliff Hardy
- The Dying Trade (1980) Publié en français sous le titre Des morts dans l'âme, traduction de Danièle et Pierre Bondil, Paris, Rivages, coll. « Rivages/Noir » no 57, 1988
- White Meat (1981) Publié en français sous le titre Chair blanche, traduction de Danièle et Pierre Bondil, Paris, Rivages, coll. « Rivages/Noir » no 65, 1989
- The Marvelous Boy, 1982) Publié en français sous le titre Le Garçon merveilleux, traduction de Danièle et Pierre Bondil, Paris, Rivages, coll. « Rivages/Noir » no 80, 1989
- The Empty Beach (1983) Publié en français sous le titre La Plage vide,traduction de Danièle et Pierre Bondil, Paris, Rivages, coll. « Rivages/Noir » no 46, 1988
- Make me Rich (1985) Publié en français sous le titre Le Fils perdu, traduction de Danièle et Pierre Bondil, Paris, Rivages, coll. « Rivages/Noir » no 128, 1992
- The Greenwich Apartements (1986)
- Deal me Out (1986) Publié en français sous le titre Signé Mountain, Paris, Rivages, coll. « Rivages/Noir » no 788, 2010
- The January Zone (1987)
- O'Fear (1990)
- Wet Graves (1991)
- Aftershock (1992)
- Beware of the Dog (1992)
- Matrimonial Causes (1993)
- Casino (1994)
- The Washington Club (1997)
- The Reward (1997)
- The Black Prince (1998)
- The Other Side of Sorrow (1999)
- Lugarno (2001)
- Salt and Blood (2002)
- Master's Mates (2003)
- The Coast Road (2004)
- Saving Billie (2005)
- The Undertow (2006)
- Appeal Denied (2007)
- Open File (2008)
- Deep Water (2009)
- Torn Apart (2010)
- Follow the Money (2011)
- Comeback (2012)
- The Dunbar Case (2013)
- Silent Kill (2014)
- Gun Control (2015)
- That Empty Feeling (2016)
- Win, Lose or Draw (2017)

#### SérieRay Crawley
- Pokerface (1987)
- The Baltic Business (1988)
- The Kimberley Killing (1990)
- The Cargo Club (1990)
- Azanian Action (1991)
- The Japanese Job (1992)
- The Time Trap (1992)
- The Vietnam Volunteer (1993)
- The Time Trap (1994)
- The Vietnam Volunteer (2000)

#### SérieRichard Browning
- Beverly Hills' Browning (1987)
- Box Office Browning (1987)
- Browning Takes Off (1989)
- Browning in Buckskins (1991)
- Browning P.I. (1992)
- Browning Battles On (1993)
- Browning Sahib (1994)
- Browning Without a Cause (1995)

#### SérieLuke Dunlop
- Set Up (1992)
- Cross Off (1993)
- Get Even (1994)

#### Romans historiques
- The Gulliver Fortune (1989)
- Naismith's Dominion (1991)
- Wimmera Gold (1994)
- Colonial Queen (1996)
- Wishart's Quest (1998)
- The Journal of Fletcher Christian (1999)

#### Roman jeunesse
- Blood Brothers (2007)

#### Autre roman
- The Winning Side (1984) Publié en français sous le titre Le Camp des vainqueurs, traduction de Pierre Bondil, Paris, Rivages, coll. « Rivages/Noir » no 176, 1994

### Nouvelles

#### Recueils de nouvelles de la sérieCliff Hardy
- Heroin Annie and Other Cliff Hardy Stories (1984)  Publié en français en deux volumes sous les titres Héroïne Annie, Paris, Rivages, coll. « Rivages/Noir » no 102, 1990 ; et Escorte pour une mort douce, Paris, Rivages, coll. « Rivages/Noir » no 111, 1991
- The Big Drop and Other Cliff Hardy Stories (1985) Publié en français sous le titre Le Grand Plongeon, Paris, Rivages, coll. « Rivages/Noir » no 394, 2001
- Man in the Shadows (1988)
- Burn and Other Stories (1993)
- Forget Me if You Can (1997)
- Taking Care of Business (2004)
- The Big Score (2007)

#### Autre recueil de nouvelles
- A Round of Golf : Tales from Around the Greens (1998)

## Prix et distinctions

### Prix
- Prix Ned-Kelly Lifetime Achievement 1999[7]
- Prix Ned-Kelly du meilleur roman policier 2009 pour Deep Water[7]

### Nominations
- Prix Ned-Kelly du meilleur roman policier 2004 pour Master's Mates[7]
- Prix Ned-Kelly du meilleur roman policier 2006 pour Saving Billie[7]
- Prix Ned-Kelly du meilleur roman policier 2007 pour The Undertow[7]
- Prix Ned-Kelly du meilleur roman policier 2008 pour Appeal Denied[7]
- Prix Ned-Kelly du meilleur roman policier 2008 pour Open File[7]